# Piroklastične sedimentne kamnine
Piroklástične sedimêntne kamníne, tudi piroklástični nanòs, je plast, ki jo sestavlja več kot 75 % piroklastov ne glede na velikost. Preostalih 25% je lahko sestavljenih iz drugih kamnin, kot so kemične, biogene ali klastične sedimentne kamnine.

## Opis
Piroklasti so (kameni) fragmenti, ki so posledica razpok ali drobljenja kamnine ali magme med vulkanskimi izbruhi ali drugimi vulkanskimi procesi. Nestrjene piroklastične usedline se imenujejo tefra (grško za 'pepel'); pretežno strjeni piroklastični nanosi se imenujejo piroklastične kamnine. Za nadaljnjo porazdelitev piroklastičnih sedimentov se lahko uporabijo različni postopki transporta in odlaganja piroklastov. Poleg piroklastov in njihovih usedlin so lave najpomembnejši proizvodi za vulkansko proizvodnjo. Za razliko od piroklastov in njihovih usedlin so produkt neposredne vulkanske aktivnosti. Možno (samo) brečo iz lave v tokovih lave se na primer ne šteje kot piroklastična usedlina. Preiskava stopnje fragmentacije piroklastov, transportnih in odlagalnih procesov piroklastičnih usedlin ali kamnin je tako najpomembnejše orodje za obnovo dogodkov pri vulkanskih izbruhih v zgodovini Zemlje.

## Razlikovanje med komponentami in velikostjo zrn
Večina piroklastičnih nanosov je polimodalnih, tj. so iz materiala z različno velikostjo zrn. Razvrščeni so po prevladujočem deležu njihovih piroklastičnih tipov. Ta klasifikacija je neodvisna od vrste transporta in se lahko uporablja za vse vrste piroklastičnih usedlin.
- Aglomerat, piroklastična kamnina, ki vsebuje več kot 75 % vulkanskih bomb; posebna oblika aglomerata je žlindrasta lava.
- piroklastična breča je piroklastična kamnina, sestavljena iz več kot 75% vulkanskih blokov; posebna oblika piroklastične breče je žlindra.
- Tufna breča, piroklastična kamnina, sestavljena iz od 25 % do 75 % vulkanskih bomb in blokov.
- Lapilov tuf, piroklastična kamnina, ki vsebuje manj kot 25 % bomb in blokov ter več kot 75 % lapilov in pepela.
- Lapilna kamnina, piroklastična kamnina, ki vsebuje več kot 75 % lapilov (piroklsti velikosti od 2 mm do 64 mm.
- Tuf ali pepelni tuf, piroklastična kamnina, ki vsebuje več kot 75 % vulkanskega pepela. Nadalje se razlikuje po grobem ali finem pepelnem tufu.

Tuf in pepel se lahko dodatno razlikujeta glede na njuno sestavo. Litični tuf je sestavljen predvsem iz drobcev kamnin (grško líthos 'kamnina'), steklast tuf pretežno iz plovca in koščkov stekla (lat. Vitrum 'steklo'), kristalni tuf večinoma enokristalnih ali kristalnih fragmentov.
Vsako od teh vrst piroklastičnih kamnin je mogoče nadalje razdeliti glede na izvor (genezo) ali petrografsko sestavo, npr. aglomerat polžev, riolitni tuf, bazaltni lapilijev tuf itd. Te izraze lahko nadomestijo izključno genetski izrazi, ko je poznan izvor piroklastičnega sedimenta in je geneza najpomembnejša. Mešane piroklastične epiklastične usedline (delež piroklastov 25 % do 75 %) se imenujejo tufiti. Imena za klastične kamnine dobijo pripono tufitičen, na primer tufitična breča, tufitičen konglomerat, tufitičen peščenjak, tufitičen meljevec in tufitičen glinenec.

## Razlikovanje glede na vrsto transporta
Pri eksplozivnih vulkanskih izbruhih lahko ločimo dve vrsti transportnih sistemov. Ti so nadzorovane predvsem z gostoto, smerjo in hitrostjo curka izbruha nad odprtino; sistemi so  plavajoči ali ne. Če so sistemi plavajoči in / ali je glavna smer navzgor, potem nastanejo veliki, navpični, vetrovni oblaki z notranjo turbulenco, ki proizvajajo piroklastične padavine. Sistemi za premikanje ob strani, katerih glavna pot je bila prvotno usmerjena tudi stransko in / ali nimajo vzgona, ustvarjajo turbulentne piroklastične tokove, ki tečejo po tleh in so nadzorovani z gravitacijo in lokalnim reliefom. Vendar pa lahko spremembe v vzgonu in turbulenci iz prvotno navpičnih transportnih sistemov kasneje povzročijo bočno usmerjene transportne sisteme in obratno. Poseben primer pretežno vertikalnega transporta je balistično izmetavanje večjih piroklastov, ki na odlaganje atmosfere skoraj ne vpliva. Vendar pa predstavljajo le majhen del izvrženih piroklastov.
Po dveh transportnih sistemih lahko ločimo dve skupini piroklastičnih nanosov:
- Piroklastične padavine, ki zajemajo vse usedline, ki so bile prepeljane z balističnim transportom od mesta izmetavanja do mesta odlaganja, kot tudi usedline zaradi dežja in atmosfersko izpiranje iz ognjeniškega oblaka. Piroklastične padavine pokrivajo relief (gore in doline) bolj ali manj enakomerno.
- Usedlina piroklastičnega toka – usedline iz piroklastičnih gostih tokov so običajno omejene na doline. Ne morejo premagati višjih ovir (odvisno od gostote) in so omejene na morfološko globlja območja.

V pravem pomenu ni nobenih piroklastičnih usedlin, ker niso neposredno povezane z vulkanskim izbruhom, lahko pa se oblikujejo neodvisno od:
- Laharjev; usedline iz tokov vulkanskega blata. Omejeni so tudi na doline in lahko premagajo le manjše morfološke ovire.
- Plazovi drobirja; so v bistvu plazovi ali drobirski tokovi, ki so lahko posledica delne porušitve vulkanske zgradbe.

## Tefrokronologija
Pogosto se lahko piroklastične usedline nanesejo na posamezne vulkanske izbruhe. Če je možna časovna klasifikacija, piroklastični sedimenti v kamnitih plasteh služijo kot kalibracijska obzorja v kronostratigrafiji. Ta tefrofrokronologija je omejena na nedavno vulkansko aktivnost v kvartarju. Razmeroma dobro znan kalibracijski horizont je tefra vulkana Laacher See, ki je izbruhnil 10.982 pr. n. št. in pokril velike dele Srednje Evrope s plastjo pepela.